# Status coniecturalis
Status coniecturalis tillhör statusläran som konstruerades för att vinna rättstvister av retoriker. Inom klassisk retorik gäller endast fyra nivåer för oenighet, dessa är status coniecturalis, status definitionis, status qualitatis samt status translationis.

## Definition
Status coniecturalis, faktaprövningens frågeställning är den första nivån inom statusläran. Det är under denna nivå man behandlar om påstådda handlingen har ägt rum. Genom nivån finner de inblandade parterna finner sina bevis eller motbevis i sakfrågan.

## Historik
Statusläran syftar i första hand till genus judiciale (är en av tre talgenrer enligt den klassiska retoriken) Genus judiciale brukar också benämnas som rättstal eller juridiska tal. Men statusläran kan även appliceras i vardagen, vetenskapen och inom debatter. Då det handlar om anklagande eller försvarande tal om det som hänt. Genom statuslärans nivåer kan man finna möjligheter samt upptäcka faror som gömmer sig och kan med vinning användas av motståndaren.

## Faktaprövningens frågeställnings teori
Faktaprövningens frågeställningar består av sex olika element; sannolikhet [probabile], uteslutning [conlatio], tecken [signum], indicium [argumentum], efterföljande beteende [conseutio] och bevissammanfattning [adprobatio].

### Sannolikhet
För att komma fram till om händelsen har inträffat kan man genom sannolikheten peka ut om den misstänkte har haft möjlighet till dådet eller ej. Är det sannolikt eller osannolikt? Inom denna fråga kan en indelning göras genom motiv [causa] och moral [vita].

### Motiv
Vilket motiv finns för handlingen? Med vilken anledning utfördes brottet, var det för att vinna fördelar eller undvika nackdelar brottet begicks?. Moral, finns det att finna tidigare moral-överträdelser hos den tilltalade för egen vinning?.

### Uteslutning
Genom uteslutningsmetod kunna se att ingen annan hade för motiv att utföra handlingen och att handlingen passar in på dennes moral. Försvararen kan på så vis använda denna del till att visa på att det även finna andra personer med motiv för att utföra handlingen.

### Tecken
Finns det tecken som visar på att handlingen har utförts. Detta kan bevisas genom sex olika punkter; plats [locus], tidpunkt [tempus], tidrymd [spatium], läglighet [occasio], hopp om framgång [spes perficiendi], hopp om att undgå upptäckt [spes celandi].

### Indicium
Bevismedlet som är till för att stärka alternativt försvaga misstankarna och detta kan göras genom tre perspektiv, tidpunkt före [praeteritum], samtidighet [instans], tidpunkt efter [consequens].
Efterföljande beteende
Hur beter sig den åtalade efter handlingen samt under rättsprocessen, finns det något som förstärker eller försvagar misstankarna?.

### Bevissammanfattning
Innebär att man till sist lägger fram huruvida misstankarna har genom de ovannämnda bevismedlen kunnat stärka alternativt försvaga misstankarna mot den åtalade.